# Un saltimbanc la Polul Nord
Un saltimbanc la Polul Nord este un film românesc din 1982 regizat de Elisabeta Bostan. Rolurile principale au fost interpretate de actorii Octavian Cotescu, Carmen Galin și Adrian Vîlcu.
Este considerat primul film românesc cu sunet stereofonic

## Distribuție
Distribuția filmului este alcătuită din:
- Octavian Cotescu — Cezar Marcelloni (Mărculescu), dresor de animale
- Carmen Galin — Fanny Ghica, călăreață și acrobată, fiica lui Lisette din prima ei căsătorie cu prințul Ghica
- Adrian Vîlcu — Geo (George) Mărculescu, fiul lui Lisette și al lui Cezar Marcelloni
- Violeta Andrei — Zozo Manfredi, dresoarea elefantului Bimbo, iubita lui Sidoli
- Dem Rădulescu — Cezar Sidoli, directorul circului Sidoli
- Aurel Giurumia — Pincu Leib, negustor evreu din Iași
- George Mihăiță — August, clovnul îndrăgostit de Fanny
- Zoe Anghel-Stanca — coana Fifi, gazda din București a familiei Marcelloni
- Ovidiu Moldovan — Geo adult
- Dodi Caian — o spectatoare ieșeană
- Dorina Done — soția primarului orașului Iași
- Dorina Lazăr — o spectatoare ieșeană
- Ioana Drăgan — fiica primarului orașului Iași
- Arcadie Donos — primarul orașului Iași
- Mitică Popescu — Romică, o haimana bucureșteană plătită să aplaude reprezentațiile circului Sidoli
- Geo Saizescu — hoț din banda lui Romică
- Cristian Popescu
- Rudy Rosenfeld — spectatorul ieșean plătit să aplaude reprezentațiile familiei Marcelloni
- Victor Moldovan
- Alexandru Lazăr — un spectator bucureștean
- Ion Anghel — vecin bucureștean al familiei Marcelloni
- Mihai Dimiu
- Radu Dunăreanu — profesorul de geografie al lui Geo
- Bob Călinescu
- Igor Bardu
- Ștefan Hagimă
- Cornel Ispas
- Miron Murea
- Ștefan Thuri — clovn
- Angela Moldovan — tușa Zamfirița, o târgoveață ieșeană
- Jeana Gorea — precupeață bucureșteană, vecină a familiei Marcelloni
- Lucia Maier
- Constantin Dinescu
- Sașa Ogai
- Valeria Ogășanu — prezentatoarea spectacolelor de la Circul Sidoli
- Cătălin Ciornei
- Sebastian Papaiani — polițist din București
- Lulu Mihăescu — nepoata profesorului
- Medeea Marinescu — sora mai mică a Paulicăi
- Anca Mihăescu — Paulica, fata bucureșteană care vinde flori
- George Constantin — băiat
- Bogdan Cociuba — băiat
- Andrei Zugravu — băiat
- Alexandru Repan — prințul rus Serghei, admiratorul lui Fanny Ghica (nemenționat)
- Mihaela Juvara — soția lui Bufone (nemenționată)
- Aurel Iosefini — Bufone, iluzionist, directorul circului Bufone (nemenționat)
- Dumitru Ghiuzelea — angajat al circului Sidoli (nemenționat)
- Dana Mladin — fetiță din Sankt Petersburg (nemenționată)
- Fram — ursul polar adus din insulele Vranghel

## Primire
Filmul a fost vizionat de 1.682.597 de spectatori în cinematografele din România, după cum atestă o situație a numărului de spectatori înregistrat de filmele românești de la data premierei și până la data de 31 decembrie 2014 alcătuită de Centrul Național al Cinematografiei.